# クラウス・バルビー

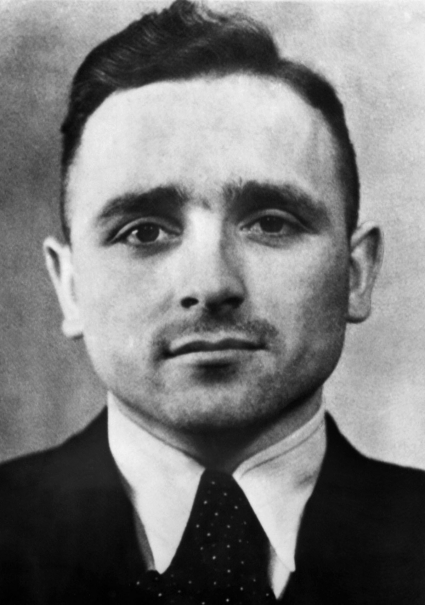
1987年の裁判で提出された肖像写真

ニコラウス・“クラウス”・バルビー（Nikolaus 'Klaus' Barbie、1913年10月25日 - 1991年9月25日）は、ドイツの親衛隊員。最終階級は親衛隊大尉。「リヨンの屠殺人」と呼ばれた（近年では「リヨンの虐殺者」との表記が多い）。

## 生涯

### 『リヨンの虐殺者』
ノルトライン＝ヴェストファーレン州バート・ゴーデスベルク（現ボン）で生まれ、1925年に、父親の転勤に伴いトリーアへと移動した。1933年には、学生の身分ながら当時ドイツで勃興してきたナチスのために働き、1935年には親衛隊情報部に入る。1939年9月に第二次世界大戦が勃発すると、1942年にはドイツ占領下のオランダに赴任した。
その後、フィリップ・ペタンが首班を務める親独政府であるヴィシー政権下のディジョン、リヨンにゲシュタポの治安責任者として赴任する。1945年5月の終戦までの間に、ヴィシー政権下のリヨンで反独レジスタンスを鎮圧する任務に就いており、8,000人以上を強制移送により死に追いやり、4,000人以上の殺害に関与し、15,000人以上のレジスタンスに拷問を加えた責任者とされている。しかし実際には、この数字をはるかに上回る数のレジスタンスのメンバーやユダヤ人を虐殺した責任者と考えられている。また、孤児院に収容されていた44人の子供の虐殺に対する責任者ともされたほか、レジスタンス指導者だったジャン・ムーランを逮捕し死に追いやったとのちに供述している。

### アメリカ陸軍情報部隊へ
戦後、本来ならばすぐにでもニュルンベルク裁判などの連合軍による裁判で裁かれてもおかしくなかったが、アメリカ軍はフランス政府が戦犯として追及するバルビーを、情報部にいた際の知識と経験から、当時ヨーロッパで始まりつつあった冷戦下における対ソ及びドイツ共産党員に対する情報網の設置に役立つ人物と判断し、1947年からアメリカ陸軍情報部隊（CIC）の工作員として利用した。
やがてフランスの諜報機関は、アメリカがバルビーをかくまっているという事実を嗅ぎつけ、引き渡しを要求し始めた。しかしフランス政府の度重なる引き渡し要求にもかかわらず、バルビーの利用価値を高く評価していたアメリカは引き渡しを拒否し続けた。

### 国外逃亡
フランス政府により高まる引き渡し要求に、アメリカはバルビーを国外に逃すことを画策し、バルビーはCICが用意した「クラウス・アルトマン（Klaus Altmann）」名義のパスポートと必要書類一式を受けとり、1950年12月に家族と共に反共主義のバチカンの庇護や、イタリアの反共組織の協力のもとにイタリアを経由して南アメリカに旅立ち、フアン・ペロン政権下のアルゼンチンを経て、1951年4月23日に家族と共にボリビアのラパスに到着した。
当時のボリビアは、冷戦下においてアメリカが支援する反共的な軍事政権の支配下にあり、戦前からのドイツ系移民の影響力も強かったこともあり、チリなど周辺国に住む元ナチス党員らと連絡を取り、同時に同国の軍事政権との関係を構築した。

### ボリビアでの活動
1957年10月7日にはボリビア国籍を取得することに成功し、この後数十年間にわたり、ボリビアの軍事政権とアメリカの事実上の庇護のもとに、バルビーはドイツ系ボリビア人「クラウス・アルトマン」として、1964年から政権を握ったレネ・バリエントス・オルトゥーニョ将軍をはじめとする、ボリビアの軍事政権の歴代指導者の治安対策アドバイザーを務めることとなる。
ボリビアの軍事政権のアドバイザーとして、バルビーは同国内で活動していた共産主義組織や反政府ゲリラ組織だけでなく、労働組合などの左翼シンパと目される組織に至るまで目を光らせ、後には1967年10月に同国の軍事政権とCIAの協力の下で行われたチェ・ゲバラの身柄確保と処刑にも関与したと報じられた。また、元党員とともにナチス再興のための組織を設立したほか、戦犯逃亡や武器の密輸などの犯罪行為を通じて、イタリアの極右政党「イタリア社会運動（MSI）」幹部で極右秘密結社「ロッジP2」代表のリーチオ・ジェッリとも深い関係にあった。
さらにオーストリアのシュタイア・プフなどの大手軍需企業との間の武器取り引き会社や海運会社を設立させて大金持ちとなっただけでなく、海運会社の役員の「クラウス・アルトマン」を名乗り、自らを戦争犯罪人ということで指名手配させていたフランスにも渡航していた。
しかし1972年に、ペルーのリマで発生した殺人事件の被害者と容疑者に関係のあったバルビーはリマ市警に眼をつけられた。そしてこの実業家が、実はフランスの破毀院によって死刑の判決が出ている戦争犯罪人であることが判明した。事件後、バルビーは公然と姿を現わし、自分の正体を認めた。そしてボリビアのテレビに出演して、親衛隊員の過去を礼讃した。世界のマスコミが騒然となりボリビアに殺到した。バルビーはマスコミに回想録を売りつけ、戦後、西ドイツのゲーレン機関に関係していたことを暴露して、世界を驚かせた。またバルビーは「戦争犯罪と考えられるいかなる行為にも関わっていない」と強く主張した。
その後もバルビーは、1980年6月に政権を奪取した民主人民連合（UDP）による左派政権に対して、同年7月17日ルイス・ガルシア・メサ・テハダ将軍が起こした軍事クーデターにも関与するなど、ボリビアの軍事政権との関係を続けた。なお、ボリビアの歴代軍事政権は、フランス政府によるバルビーの引き渡しを、バルビーが「ボリビア人」であることを根拠に公然と拒否し続けた。しかしガルシア政権は、バルビーが深く関与した左翼活動家への弾圧などにより国民からの反発を受けただけでなく、コカインの生産および輸出への深い関与が証明されたことから、後見人的立場であったアメリカの支持を失い、翌年に退陣することとなった。

### フランスへの引渡し・裁判
1982年、ガルシアの後を継いだボリビアの軍事政権が倒れ、社会主義政権に変わると、バルビーをフランスに引き渡す声が高まった。翌1983年に、70歳になったバルビーは、ボリビアと同じくフランソワ・ミッテランによる社会主義政権下にあったフランスに引き渡された。
1984年からリヨンの法廷で始まった裁判は世界中の注目を浴び、裁判においてバルビーは、「自分はフランスがアルジェリアでやったのと同じことをしたにすぎない」と主張し物議をかもした他、フランス国内の右派からは、「ヴィシー政権下で叙勲を受けるなど評価を高めた、ミッテラン大統領の罪状から目をそらさせるための裁判である」との意見もあった。弁護人には独裁者や過激派などの弁護で悪魔の代弁者と呼ばれるジャック・ヴェルジェスがついた。
最終的にバルビーは終身禁固刑を宣告され、直ちにフランス国内の刑務所に収監された。その後1991年9月に刑務所内で病死した。